# ¿Quién mató a Airbag?
¿Quién mató a Airbag? es el tercer álbum de estudio del grupo español Airbag. Fue editado en 2005, bajo la discográfica Wild Punk Records.

## Lista de canciones
1. "Roswell 1947" - 3:04
2. "Coleccionista de discos" - 3:03
3. "Cubo de Rubik" - 2:48
4. "En los brazos de la agente internacional" - 2:25
5. "Jamás podría vivir en Hong Kong" - 2:11
6. "Territorio Dagger" - 1:57
7. "La chica normal" - 2:17
8. "Golpes en el sótano" - 2:23
9. "Ha muerto el verdadero Rambo" - 2:09
10. "Septiembre aún es verano" - 2:57
11. "La rookie del año" - 1:44
12. "Enma" - 2:11
13. "When I want to know" (*) - 2:32

(*) Original de Remains.
- Datos: Q6172433